# گردان‌های شهید محمد ضیف
گردان‌های شهید محمد ضیف (عربی: كتائب الشهيد محمد الضيف‎) یک سازمان شبه‌نظامی در سوریه است.

## تاریخچه
نام آن به خاطر محمد ضیف، فرمانده نظامی سابق گردان‌های عزالدین قسام حماس است که در ژوئیه ۲۰۲۴ در جریان جنگ غزه در حمله هوایی اسرائیل کشته شد.
این سازمان در ۳۱ مه ۲۰۲۵ تأسیس شد و «بیانیه تأسیس» را در فلسطین مرکزی صادر کرد که در آن اعلام کردند: «بر اساس فرموده خداوند متعال: «و تمام قدرت خود را در برابر آنها آماده کنید، از جمله اسب‌های جنگی که با آنها دشمن خدا و دشمن خود را بترسانید»، آنها به رهبران فقید حماس ادای احترام کردند.
در ۳ ژوئن، رگباری از موشک‌های گراد از تاسیل به سمت اسرائیل شلیک شد و آژیرهای خطر را در شمال اسرائیل و بلندی‌های جولان به صدا درآورد. این موشک‌ها به مناطق باز نزدیک رامات مگشمیم برخورد کردند و ارتش اسرائیل با آتش توپخانه به آنها پاسخ داد. دقایقی بعد، رگبار دوم شلیک شد، اما مشخص نیست که آیا از سوریه بوده است یا خیر. تیپ شهید محمد ضیف مسئولیت این حمله را بر عهده گرفت.
حماس هرگونه رابطه با گردان‌های شهید محمد ضیف را تکذیب کرد و ترکیب و رهبری آن را رد کرد.
در ۸ ژوئن، آنها از نوار غزه به ارتش اسرائیل حمله کردند.